# Andre Green
Andre Jay Green (ur. 26 lipca 1998 w Solihull) – angielski piłkarz występujący na pozycji napastnika.